# Большая Хозья
Большая Хозья (после впадения Малой Хозьи — Хозья) — река в России, течёт по территории Троицко-Печорского района Республики Коми. Устье реки находится в 147 км по левому берегу Уньи. Длина реки составляет 20 км.
В 1 км от устья Большой Хозьи в неё слева впадает река Малая Хозья.

## Данные водного реестра
По данным государственного водного реестра России относится к Двинско-Печорскому бассейновому округу, водохозяйственный участок реки — Печора от истока до водомерного поста у посёлка Шердино, речной подбассейн реки — Бассейны притоков Печоры до впадения Усы. Речной бассейн реки — Печора.
Код объекта в государственном водном реестре — 03050100112103000057702.